# Фрейгофер, Евгений Фёдорович
Евгений Фёдорович Фрейго́фер (20 декабря 1907, Красная Яруга, Курская губерния — 11 декабря 1974, Москва) — советский гидроинженер, участник Великой Отечественной войны, военинженер 3-го ранга.

## Биография
Евгений Фрейгофер родился 20 декабря 1907 года в селе Красная Яруга Краснояружской волости Грайворонского уезда Курской губернии, ныне посёлок городского типа — административный центр Городского поселения посёлок Красная Яруга и Краснояружского района Белгородской области.
В 1931 году окончил Одесский мелиоративный институт по специальности инженер-гидротехник.
Участвовал в строительстве канала Москва — Волга.
В 1937—1940 работал в институте «Гидропроект»: руководитель группы, начальник отдела.
С 1940 года начальник отдела управления Главгидростроя. 
Во время Великой Отечественной войны работал на строительстве оборонительных сооружений в системе НКВД СССР, главный инженер управления военно-строительных работ № 200 (65-е управление военно-полевого строительства, Северо-Западный фронт), военинженер 3-го ранга.
В 1952—1968 годах начальник отдела бетонных работ, с 1968 году главный технолог Главгидростроя.
Руководил проектированием бетонных работ на крупных гидроузлах в СССР и за рубежом: Волго-Донской канал имени В. И. Ленина, Цимлянский гидроузел, Волжские гидроэлектростанции имени В. И. Ленина и имени XXII съезда КПСС, Нижнекамская, Усть-Илимская, Ингурская, Рижская ГЭС, Асуанская плотина в Египте, канал Иртыш — Караганда.
Один из авторов изобретения «Устройство для уплотнения бетонных смесей».
Евгений Фёдорович Фрейгофер умер 11 декабря 1974 года. Похоронен на Введенском кладбище (21 участок) города Москвы.

## Награды и премии
- Сталинская премия третьей степени (1951) — за создание конструкции, освоение производства и внедрение в строительство высокопрочных автоматизированных сборно-разборных бетонных заводов
- Орден Трудового Красного Знамени, дважды: 1937 год, за строительство канала Москва — Волга; 1952 год, за строительство Волго-Донского судоходного канала[1]
- Орден «Знак Почёта»
- медали, в т.ч.
  - Медаль «За боевые заслуги», 20 мая 1942 года[2]
  - Медаль «За доблестный труд в Великой Отечественной войне 1941—1945 гг.»